# Tzacucum
Tzacucum är en ort i Mexiko.   Den ligger i kommunen Chalchihuitán och delstaten Chiapas, i den sydöstra delen av landet, 700 km öster om huvudstaden Mexico City. Tzacucum ligger 1 407 meter över havet och antalet invånare är 187.
Terrängen runt Tzacucum är kuperad österut, men västerut är den bergig. Runt Tzacucum är det ganska tätbefolkat, med 134 invånare per kvadratkilometer. Närmaste större samhälle är Simojovel de Allende, 17,5 km nordväst om Tzacucum. Omgivningarna runt Tzacucum är en mosaik av jordbruksmark och naturlig växtlighet.